# Visoka (Kuršumlija)
Pour les articles homonymes, voir Visoka.
Visoka (en serbe cyrillique : Висока) est un village de Serbie situé dans la municipalité de Kuršumlija, district de Toplica. Au recensement de 2011, il comptait 100 habitants.

## Démographie
| 1948 | 1953 | 1961 | 1971 | 1981 | 1991 | 2002 | 2011 |
| ---- | ---- | ---- | ---- | ---- | ---- | ---- | ---- |
| 742  | 795  | 620  | 421  | 303  | 226  | 158  | 100  |

|  |